# پارا وزنه‌برداری در پارالمپیک تابستانی ۲۰۲۴ – ۱۰۷+ کیلوگرم مردان
وزن ۱۰۷+ کیلوگرم مردان، یکی از رویدادهای پاراوزنه‌برداری در پارالمپیک تابستانی ۲۰۲۴ بود. این دوره از بازی‌ها ۸ سپتامبر ۲۰۲۴ در پورت دو لا شپل آرنا در پاریس برگزار شد.

## رکوردها
رکوردهای زیر تا پیش از این مسابقات در جریان بود.
| نوع          | ورزشکار            | وزن         | مکان                | تاریخ           |
| رکورد جهان   | سیامند رحمان (IRI) | ۳۱۰ کیلوگرم | ریو دوژانیرو, برزیل | ۱۴ سپتامبر ۲۰۱۶ |
| رکورد المپیک | سیامند رحمان (IRI) | ۳۱۰ کیلوگرم | ریو دوژانیرو, برزیل | ۱۴ سپتامبر ۲۰۱۶ |

## نتایج
| رتبه | ورزشکار                 | وزن بدن (کیلوگرم) | حرکات (کیلوگرم) | حرکات (کیلوگرم) | حرکات (کیلوگرم) | نتیجه (کیلوگرم) |
| رتبه | ورزشکار                 | وزن بدن (کیلوگرم) | ۱               | ۲               | ۳               | نتیجه (کیلوگرم) |
| ---- | ----------------------- | ----------------- | --------------- | --------------- | --------------- | --------------- |
| 1    | احمد امین‌زاده (IRI)     | ۱۳۹٫۱             | ۲۵۳             | ۲۵۸             | ۲۶۳             | ۲۶۳             |
| 2    | آنتون کریوکوف (UKR)     | ۱۱۹٫۲             | ۲۴۰             | ۲۴۷             | ۲۵۱             | ۲۵۱             |
| 3    | آکاکی جینتچارازده (GEO) | ۱۲۴٫۱             | ۲۳۸             | ۲۴۴             | ۲۵۰             | ۲۵۰             |
| ۴    | اگلاین منا (COL)        | ۱۱۸٫۸             | ۲۳۲             | ۲۳۶             | ۲۳۷             | ۲۳۶             |
| ۵    | لیام مک‌گاری (GBR)       | ۱۵۱٫۱             | ۲۲۰             | ۲۲۸             | ۲۲۸             | ۲۲۸             |
| ۶    | عمرو موسعد (EGY)        | ۱۲۸٫۸             | ۲۲۵             | ۲۳۵             | ۲۳۷             | ۲۲۵             |
| ۷    | تاهیرو هارونا (GHA)     | ۱۵۷٫۷             | ۲۱۰             | ۲۲۱             | ۲۲۱             | ۲۱۰             |
| –    | جمیل الشبلی (JOR)       | ۱۳۳٫۲             | ۲۴۲             | ۲۴۲             | NA              | DNF             |